# Генкок (Міннесота)
Генкок (англ. Hancock) — місто (англ. city) в США, в окрузі Стівенс штату Міннесота. Населення — 863 особи (2020).

## Географія
Генкок розташований за координатами 45°29′51″ пн. ш. 95°47′42″ зх. д. / 45.49750° пн. ш. 95.79500° зх. д. (45.497368, -95.795118).  За даними Бюро перепису населення США в 2010 році місто мало площу 2,57 км², з яких 2,56 км² — суходіл та 0,01 км² — водойми. В 2017 році площа становила 2,34 км², з яких 2,34 км² — суходіл та 0,00 км² — водойми.

## Демографія
Згідно з переписом 2010 року, у місті мешкало 765 осіб у 302 домогосподарствах у складі 197 родин. Густота населення становила 297 осіб/км².  Було 334 помешкання (130/км²).
Расовий склад населення:
| - 97,8 % — білих - 0,5 % — корінних американців - 0,1 % — азіатів - 1,2 % — осіб інших рас |

До двох чи більше рас належало 0,4 %. Частка іспаномовних становила 3,7 % від усіх жителів.
За віковим діапазоном населення розподілялося таким чином: 27,5 % — особи молодші 18 років, 59,7 % — особи у віці 18—64 років, 12,8 % — особи у віці 65 років та старші. Медіана віку мешканця становила 34,4 року. На 100 осіб жіночої статі у місті припадало 109,6 чоловіків;  на 100 жінок у віці від 18 років та старших — 99,6 чоловіків також старших 18 років.
Середній дохід на одне домашнє господарство  становив 55 873 долари США (медіана — 50 000), а середній дохід на одну сім'ю — 67 387 доларів (медіана — 56 250). Медіана доходів становила 41 583 долари для чоловіків та 27 708 доларів для жінок. За межею бідності перебувало 9,5 % осіб, у тому числі 7,2 % дітей у віці до 18 років та 4,7 % осіб у віці 65 років та старших.
Цивільне працевлаштоване населення становило 426 осіб. Основні галузі зайнятості: освіта, охорона здоров'я та соціальна допомога — 25,6 %, виробництво — 16,9 %, сільське господарство, лісництво, риболовля — 16,2 %.